# عظیم قیچی‌ساز
عظیم قیچی‌ساز (متولد ۱۳۶۰، تبریز) کوهنورد اهل ایران است. او تنها هیمالیانورد ایرانی است که توانسته به همه چهارده قله هشت هزار متری صعود کند.
عظیم قیچی‌ساز در فاصله سال‌های ۱۳۸۴ تا ۱۳۹۵ توانست ۱۳ قله از هشت‌هزارمتری‌ها را صعود کند. در این فاصله وی دو بار و در سال‌های ۸۴ (با استفاده از اکسیژن) و در سال ۹۵ بدون اکسیژن به اورست صعود کرد. سرانجام در ۲۹ اردیبهشت ۱۳۹۶ موفق به فتح تنها قله باقی‌مانده یعنی لهوتسه شد. عظیم ۳۷مین کوهنورد در دنیا است که به عضویت باشگاه هشت‌هزارمتری‌ها درآمد. در بین کوهنوردان صعودکننده به هشت‌هزارمتری‌ها، تنها ۱۷ نفر در جهان موفق به صعود به همه ۱۴ قلهٔ بالای ۸۰۰۰ متر بدون اکسیژن شده بودند و عظیم قیچی‌ساز توانست نام خود را به عنوان هجدهمین کوهنورد در این فهرست به ثبت برساند.
اولین صعود حرفه ای برون مرزی اش، صعود به قله ماربل وال با ارتفاع ۶۴۰۰ متر در کشور قزاقستان بود.

## زندگی ورزشی
عظیم قیچی‌ساز کوهنوردی حرفه‌ای را از سال ۱۳۷۹ آغاز کرده‌است؛ اولین صعود جدی‌اش برمی‌گردد به صعود قله ماربل وال به ارتفاع ۶۴۰۰ متر در کشور قزاقستان. وی در سال ۱۳۸۲ در ترکیب تیم ملی بزرگسالان برای صعود به قله ۸۰۶۸ متری گاشر بروم ۱ اعزام شد ولی اعضای تیم به علت وقوع حادثه برای همنوردشان محمد اوراز از ارتفاع ۷۸۰۰ متری اقدام به بازگشت و انتقال پیکر وی به پائین کردند.
قیچی‌ساز در سال ۱۳۸۳ به قله‌های ۷۲۶۶ متری دیران و ۷۰۲۷ متری کوه اسپانتیک در کشور پاکستان صعود کرده و در سال ۱۳۸۴ و در سن ۲۴ سالگی توانست بام جهان اورست به ارتفاع ۸۸۴۸ متر را فتح کندکه برای این صعود از کمپ ۴ تا قله جنوبی (تا ارتفاع ۸۷۰۰ متری) اکسیژن استفاده شده بود.
او در سال ۱۳۸۵ صعودی انفرادی و با هزینهٔ شخصی به بلندترین قلهٔ رشته کوه‌های هندوکش (نوشاق ۷۴۹۲ متر) را اجرا کرد و در زمستان همان سال تیم مستقلی برای بانوان تبریز برای صعود به قله آرارات ترکیه تشکیل داد.
قیچی‌ساز در سال ۱۳۸۷ موفق به صعود به قلهٔ برودپیک به ارتفاع ۸۰۴۸ متر در پاکستان شد و در سال بعد در قالب تیم هیئت کوهنوردی استان آذربایجان شرقی به عنوان سرپرست و تشکیل‌دهندهٔ تیم موفق به فتح شمالی‌ترین و سردترین قله هفت هزار متری جهان (پوبدا) به ارتفاع ۷۴۳۹ متر در تیان شان قرقیزستان گردید.
او در بهار سال ۱۳۸۹ سرپرستی تیمی را به عهده گرفت که موفق به فتح قله دائولاگیری، هفتمین قله مرتفع جهان به ارتفاع ۸۱۶۷ متر شد؛ و سپس در تابستان همان سال فاتح نهمین قله مرتفع و دومین قله خطرناک جهان نانگاپاربات ملقب به کوه قاتل به ارتفاع ۸۱۲۵ متر در قراقروم پاکستان گردید.
در سال ۱۳۹۰ قلهٔ کانچن چونگا سومین قله بلند جهان را فتح کرد. در تابستان همین سال او توانست به قله‌های گاشربروم ۱ و گاشربروم ۲ از دیگر قله‌های بالای هشت هزار متر صعود کند. در بازگشت از گاشربروم ۲ بود که لیلا اسفندیاری درهنگام بازگشت از این قله سقوط کرد و در گذشت.
او در اسفند سال ۱۳۹۰ به همراه یک گروه بین‌المللی، صعود به قله آناپورنا در نپال را آغاز کرده و پس از یک تلاش ۵۰ روزه در اردیبهشت سال ۱۳۹۱ به این مهم دست یافت.
عظیم، کوهنورد ایرانی، در ساعت ۱۰:۵۰(به وقت محلی پاکستان) روز سه شنبه دهم مرداد ماه سال ۱۳۹۱ موفق شد به فنی‌ترین و سخت‌ترین قله جهان، کی۲ (K2) معروف به کوه وحشی، با ۸۶۱۱ متر ارتفاع (دومین قله بلند جهان پس از اورست) در پاکستان صعود کند.
عظیم قیچی ساز در ۸ مهرماه ۱۳۹۱ ساعت ۹:۳۴ به وقت ایران در شرایطی سخت و برف سنگین به همراه مهدی قلی پور دیگر کوهنورد تبریزی قله ۸۱۶۳ متری ماناسلو در منطقهٔ Gorkha (گورخا) واقع در Mansiri Himal که بخشی از هیمالیا در نپال است را بدون استفاده از اکسیژن مصنوعی صعود کرد و با صعود به قله ماناسلو صعودهای خود به قلل بالای هشت هزار متری دنیا را به ۱۰ قله رساند.
وی در فروردین ۱۳۹۲ برای صعود به قله ماکالو راهی نپال شد و سرانجام به عنوان اولین ایرانی این قله را در اردیبهشت ۱۳۹۲ فتح کرد. در همان سال شیانگ یانگ-لیو، کوهنورد چینی درهنگام بازگشت از این قله سقوط کرد و در گذشت.
در شهریور ۱۳۹۲ راهی نپال شد و قله چو اویو را هم صعود کرد.
او در فروردین ۱۳۹۳ برای صعود به قله شیشاپانگما چهاردهمین قله بلند جهان راهی تبت شد و این قله را هم صعود کرد.
وی در فروردین ۱۳۹۴ برای صعود به قله لهوتسه آخرین قله باقی‌مانده از هشت هزار متری‌ها راهی هیمالیا شد که با حادثه زلزله در نپال این صعود او نیمه تمام ماند و او به ایران بازگشت. او در صورت فتح این قله در آن سال، به رکورد فتح ۱۴ قله در کمترین زمان دست می‌یافت.
در ۳۰ اردیبهشت ۱۳۹۵ عظیم قیچی ساز موفق شد قله «اورست» را برای دومین بار و این بار بدون استفاده از کپسول اکسیژن صعود کند.
عظیم قیچی‌ساز از فروردین ۱۳۹۶ مجدداً تلاش خود را برای فتح تنها قله باقی‌مانده از ۱۴ قله بالای هشت هزار متر جهان آغاز نمود و در نهایت در ۲۹ اردیبهشت ۱۳۹۶، موفق به فتح لهوتسه شد تا به رؤیای همیشگی خود در این راه دست یابد. قیچی ساز در حالی موفق به فتح قله ۸۵۱۶ متری لوتسه شد که این کار را بدون استفاده از کپسول اکسیژن انجام داد. قیچی ساز پیش تر ۱۳ قله بالای هشت هزار متر جهان را فتح کرده بود و این تنها قله باقی‌مانده بالای هشت هزار متر بود. او با فتح هر ۱۴ قله بالای هشت هزار متر جهان نام خود را در تاریخ این رشته جاودانه کرد.
تنها ۳۶ نفر موفق شده‌اند هر ۱۴ قله بالای هشت هزار متر جهان را فتح کنند و از میان این ۳۶ نفر تنها ۱۷ نفر هر ۱۴ قله را بدون استفاده از کپسول اکسیژن و شرپا فتح کرده بودند. قیچی ساز نام خود را به عنوان ۱۸مین نفر به این جمع اضافه کرد.

## صعودهای برون مرزی
به‌جز اورست در سال ۱۳۸۴ (از کمپ ۴ تا قله جنوبی ۸۷۰۰ متر)، تمامی صعودهای قیچی‌ساز بدون استفاده از کپسول اکسیژن و بدون همراهی باربر ارتفاع (شرپا) انجام گرفته‌است.
| نام قله     | ارتفاع به متر | مکان              | تاریخ صعود | توضیحات                                                      |
| ----------- | ------------- | ----------------- | ---------- | ------------------------------------------------------------ |
| ماربل وال   | ۶۴۰۰ متر      | قزاقستان          | ۱۳۸۱       |                                                              |
| گاشربروم ۱  | ۸۰۸۰ متر      | پاکستان/ چین      | ۱۳۸۲       |                                                              |
| دیران       | ۷۲۶۶ متر      | پاکستان/ چین      | ۱۳۸۳       |                                                              |
| اسپانتیک    | ۷۰۲۷ متر      | پاکستان/ چین      | ۱۳۸۳       |                                                              |
| اورست       | ۸۸۴۸ متر      | نپال              | ۱۳۸۴       | بدون استفاده از اکسیژن مصنوعی                                |
| آرارات      | ۵۱۳۷ متر      | ترکیه             | ۱۳۸۴       |                                                              |
| نوشاخ       | ۷۴۹۲ متر      | افغانستان پاکستان | ۱۳۸۵       |                                                              |
| برودپیک     | ۸۰۵۱ متر      | پاکستان/ چین      | ۱۳۸۷       | بدون استفاده از اکسیژن مصنوعی                                |
| پوبدا       | ۷۴۳۹ متر      | قرقیزستان/ چین    | ۱۳۸۸       |                                                              |
| دائولاگیری  | ۸۱۶۷ متر      | نپال              | ۱۳۸۹       | بدون استفاده از اکسیژن مصنوعی                                |
| نانگاپاربات | ۸۱۲۶ متر      | پاکستان/ چین      | ۱۳۸۹       | اولین ایرانی صعودکننده و بدون استفاده از اکسیژن مصنوعی       |
| کانچن جونگا | ۸۵۸۶ متر      | نپال              | ۱۳۹۰       | اولین ایرانی صعودکننده و بدون استفاده از اکسیژن مصنوعی       |
| گاشربروم ۲  | ۸۰۳۴ متر      | پاکستان/ چین      | ۱۳۹۰       | بدون استفاده از اکسیژن مصنوعی                                |
| گاشربروم ۱  | ۸۰۸۰ متر      | پاکستان/ چین      | ۱۳۹۰       | بدون استفاده از اکسیژن مصنوعی                                |
| آناپورنا    | ۸۰۹۱ متر      | نپال              | ۱۳۹۱       | اولین ایرانی صعودکننده و بدون استفاده از اکسیژن مصنوعی       |
| کی ۲        | ۸۶۱۱ متر      | پاکستان/ چین      | ۱۳۹۱       | بدون استفاده از اکسیژن مصنوعی                                |
| ماناسلو     | ۸۱۶۳ متر      | نپال              | ۱۳۹۱       | بدون استفاده از اکسیژن مصنوعی                                |
| ماکالو      | ۸۴۸۵ متر      | نپال              | ۱۳۹۲       | بدون استفاده از اکسیژن مصنوعی                                |
| چو اویو     | ۸۲۰۱ متر      | نپال              | ۱۳۹۲       | بدون استفاده از اکسیژن مصنوعی                                |
| شیشاپانگما  | ۸۰۱۳ متر      | چین               | ۱۳۹۳       | بدون استفاده از اکسیژن مصنوعی                                |
| اورست       | ۸۸۴۸ متر      | نپال              | ۱۳۹۵       | بدون استفاده از اکسیژن مصنوعی                                |
| لهوتسه      | ۸۵۱۶ متر      | نپال              | ۱۳۹۶       | بدون استفاده از اکسیژن مصنوعی؛ ورود به باشگاه هشت‌هزارمتری‌ها. |

## صعودهای شاخص داخلی
۱۳۷۸- سبلان (۴۸۱۱متر) - زمستانی
۱۳۷۸- دماوند (۵۶۷۱متر) - زمستانی
۱۳۷۹- علم کوه (۴۸۵۰متر) - زمستانی - گرده آلمان‌ها
۱۳۸۰- دماوند (۵۶۷۱متر) - زمستانی
۱۳۸۱- سبلان (۴۸۱۱متر) - صعود زمستانی یخچال شمالی سبلان
۱۳۷۹–۹۱- چندین صعود زمستانی در منطقه سبلان، هرم‌ها و کسری و شرکت در تمامی اردوهای تیم ملی، برگزار شده در مناطق مختلف کشور